# Bonte sperwer
De bonte sperwer (Tachyspiza imitator) is een roofvogel uit de familie van de havikachtigen (Accipitridae). Deze roofvogelsoort werd in 1926 door Ernst Hartert als ondersoort van de bonte havik (Tachyspiza albogularis) geldig beschreven. Ernst Mayr toonde aan dat dit een aparte soort was, een endeem van de Salomonseilanden.

## Kenmerken
De vogel is 28 tot 33 cm lang, vrouwtjes ca. 20% langer dan mannetjes. Volwassen vogels lijken sterk op het mannetje van de bonte havik. De vogel is dof donker leigrijs tot zwart van boven en wit van onder. Er bestaan ook melanistische vormen die geheel zwart zijn.

## Verspreiding en leefgebied
Deze soort is endemisch op de Salomonseilanden, met name op Bougainville, Choiseul en Santa Isabel. De leefgebieden liggen in natuurlijk laagland bos en vooral aan de randen. Er is weinig bekend over de ecologie van deze soort die leeft in ongeveer dezelfde habitat als de bonte havik.

## Status
De bonte sperwer heeft een beperkt verspreidingsgebied en daardoor is de kans op uitsterven aanwezig. De grootte van de populatie werd in 2022 door BirdLife International geschat op 1000 tot 2000 volwassen individuen. De populatie-aantallen nemen af door habitatverlies Het leefgebied wordt aangetast door ontbossing. Om deze redenen staat deze soort als gevoelig op de Rode Lijst van de IUCN.